# Santiago Mataix
Santiago Mataix Soler (Alcoy, 1871-Valencia, 1918) fue un periodista y político español.

## Biografía
De joven colaboró con varios diarios de Alcoy. Se licenció en Derecho en la Universidad de Valencia y se doctoró en la Universidad Central de Madrid. Después trabajó en el bufete de José Canalejas, quien lo introdujo en el Partido Liberal y en la redacción de El Heraldo de Madrid, del cual fue corresponsal en Filipinas durante la guerra Hispano-Estadounidense. Allí conoció al general Polavieja, del que fue secretario personal. Esta relación lo enemistó con Canalejas e ingresaría en las filas conservadoras. Fue elegido diputado al Congreso en las elecciones generales de 1899 y 1901. En 1902 Francisco Silvela le pidió que volviera al Partido Liberal, lo que hizo. Fue director del Diario Universal de Madrid (1903-1904), desde el que defendió la política de Antonio Maura, y diputado nuevamente por el distrito electoral de Tremp en las elecciones generales de 1905. En 1907 fundó la revista El Mundo. Fue senador por la provincia de Ávila en 1910 y en 1916, y por la provincia de Zamora en 1918.